# Tiariturris
Tiariturris is een geslacht van weekdieren uit de klasse van de Gastropoda (slakken).

## Soorten
- Tiariturris libya (Dall, 1919)
- Tiariturris spectabilis Berry, 1958